# Seguridad lógica
La seguridad lógica se refiere a la protección de los datos, procesos y programas, así como al acceso ordenado y autorizado de los usuarios a la información. Se emplean diferentes medios y medidas para lograr esta seguridad, como el uso de claves, cifrado, firma digital, certificados digitales y sistemas de archivos encriptados. El objetivo principal de la seguridad lógica es restringir el acceso a los programas y archivos, asegurando que se utilicen los datos, archivos y programas correctos según los procedimientos establecidos.
La seguridad lógica también se enfoca en la protección de los datos almacenados y transmitidos a través del sistema de información. Los riesgos y amenazas asociados incluyen el acceso no autorizado a los sistemas, el robo de información confidencial, el malware y los ataques de denegación de servicio (DDoS).
Para lograr los objetivos de la seguridad lógica, se establecen diferentes medidas y procesos. Estos incluyen la realización de un inventario de activos a proteger, el proceso de autorizaciones, las restricciones de acceso lógico a los sistemas, la gestión de cambios en el software, los mecanismos de respaldo de software y datos, la seguridad de los datos, el monitoreo y la detección de actividades ilícitas.